# Цвіткове (Знам'янський район)
Цвіткове — колишній населений пункт в Кіровоградській області у складі Знам'янського району.

## Стислі відомості
В часі Голодомору 1932—1933 років від нелюдської смерті померло не менше 1 людини.
Дата зникнення станом на квітень 2023 року невідома.